# Ardisia curvistyla
Ardisia curvistyla är en viveväxtart som beskrevs av Y.P. Yang. Ardisia curvistyla ingår i släktet Ardisia och familjen viveväxter. Inga underarter finns listade i Catalogue of Life.